# Rio de Janeiro Imperadores
Flamengo Imperadores, oficialmente Rio de Janeiro Imperadores, é um time brasileiro de futebol americano localizado no estado do Rio de Janeiro. O clube já usou o nome Fluminense Imperadores em parceria com o Fluminense Football Club, e utiliza o atual nome fantasia devido a parceria com o Clube de Regatas do Flamengo que participa da Brasil Futebol Americano.

## História
Foi fundado em 23 de janeiro de 2008 como Rio de Janeiro Imperadores, sendo o primeiro time de grama da cidade. O nome foi uma homenagem ao bicentenário da chegada da família real ao Brasil (1808-2008). Além disso, o local de treinamento da equipe naquela época era a Quinta da Boa Vista, que por muito tempo foi a casa da Família Real Portuguesa.
Em 2008 disputou o Sorocaba Bowl ficando com o vice-campeonato.
No ano de 2009 se tornou o primeiro campeão brasileiro da categoria, vencendo o Torneio Touchdown. Na grande final, superou o São Paulo Storm por 14 a 7 em Sorocaba, São Paulo.
A decisão do Touchdown teve início em 24 de novembro, na capital paulista. Entretanto, uma queda de energia no estádio do Ibirapuera no começo do segundo tempo forçou a interrupção da partida, quando o Rio de Janeiro vencia por 14 a 0, e São Paulo tinha a posse de bola.
O Rio de Janeiro havia sido o campeão da Divisão Leste, e antes da decisão despachara o Barigui Crocodiles por 20 a 0. Na outra semifinal, São Paulo, que tinha sido o dono da melhor campanha entre os segundos colocados, eliminara o Cuiabá Arsenal na prorrogação.
Na temporada 2010 disputou a LBFA (Liga Brasileira de Futebol Americano).
Em 2011 foi bicampeão do Campeonato Brasileiro de Futebol Americano ao derrotar o Coritiba Crocodiles perante 8.000 pessoas no Estádio Couto Pereira, em Curitiba.
Após a temporada de 2012, o time anunciou o encerramento de sua parceria como o Fluminense.
O Futebol Americano rubro-negro iniciou-se em 2013 com a parceria do Clube de Regatas do Flamengo com o time Carioca Imperadores, anteriormente Fluminense Imperadores. Contando com uma base sólida, composta por um dos elencos mais fortes do FA no Brasil, o time conseguiu, logo em sua primeira participação, o título de sua conferência de maneira invicta. Porém, perdeu a final do Torneio Touchdown para o Jaraguá Breakers nos minutos finais da partida em uma hail-mary por 15 a 11.
Em 2014, a equipe terminou na quinta colocação.
No ano de 2015, o Flamengo FA chegou até as semifinais. Na temporada seguinte, a equipe fez uma bela campanha e terminou com o vice-campeonato do Brasil Bowl. No ano de 2017, voltando as origens, retornou com o nome Flamengo Imperadores, após 4 anos de Flamengo Futebol Americano.
Em 2018, a equipe participou do primeiro Campeonato Carioca de futebol americano, onde sagrou-se campeã invicta, vencendo o então Vasco Patriotas na decisão, no estádio Moça Bonita, em Bangu, Rio de Janeiro. No ano seguinte, o time rubro-negro ficou com o vice-campeonato estadual.

### Flag Football Feminino

Anuncio da nova equipe: Flamengo Imperatrizes

Em 2023, buscando o crescimento do esporte em território brasileiro, o Flamengo Imperadores lançou as Imperatrizes, time feminino de Flag Football.A equipe nasceu da fusão entre dois grandes clubes cariocas na modalidade, o Bangu Castores e América Big Riders.
Em explicação dada ao jornal Lance!, Fernanda Pessanha, a safety e diretora do time disse: "A gente sempre teve boas atletas no Rio de Janeiro, mas separadas por dois times que estavam perdendo as forças e a quantidade de jogadoras. Então decidimos acabar com as picuinhas e unir todas as que ainda queriam jogar para formar um novo time, do zero. E, com isso, mostrar a verdadeira força do Rio, que sempre esteve no pódio. Para disputa do Brasileiro precisaremos de atletas novas também, mas creio que chegaremos com força e com chances de ir para final. É isso que buscamos."
Completando, reiterou: "Estávamos pensando se seguiríamos independentes ou como feminino de algum time masculino, daí veio essa oportunidade com o Flamengo. E acho que vai ser muito bom para a gente, pela representatividade da equipe no futebol americano e no geral. O Flamengo traz uma certa responsabilidade e imponência, junto a uma maior visibilidade, que é o que nós precisamos agora, tanto para o nosso time crescer, quanto para as mulheres, no cenário nacional."
O Flamengo Imperatrizes foi vice-campeão da Taça Prata - Copa do Brasil e o terceiro lugar no Rio Beach Flag 25.

## Mascote
O Urubu Imperador foi criado em março de 2018, idealizado e desenhado por Márcio De Luca. O mascote passou a estampar as camisas do time no ano seguinte. Seu nome surgiu através de uma votação realizada entre membros da equipe e a torcida rubro-negra.

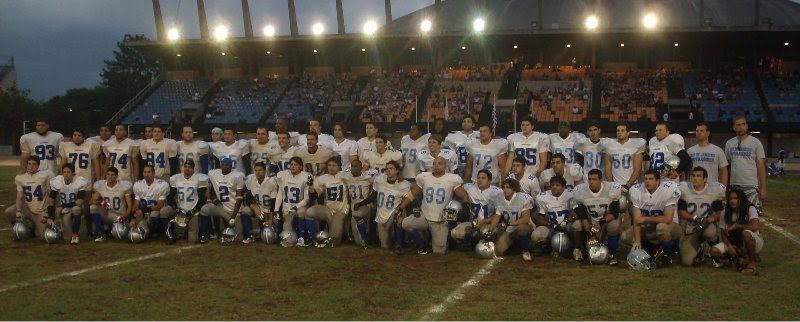
Equipe campeã do RJ Imperadores no Torneio Touchdown 2009

## Títulos
Campeão Invicto
| Nacionais      | Nacionais                              | Nacionais | Nacionais     |
|                | Competição                             | Títulos   | Temporadas    |
| -------------- | -------------------------------------- | --------- | ------------- |
| Brasil         | Campeonato Brasileiro                  | 2         | 2009, 2011[a] |
| Conferências   |                                        |           |               |
|                | Competição                             | Títulos   | Temporadas    |
| Brasil         | Conferência Leste (Torneio Touchdown)  | 1         | 2009          |
| Brasil         | Conferência Norte                      | 1         | 2011[a]       |
| Brasil         | Conferência George Halas               | 1         | 2013[b]       |
| Brasil         | Conferência Oeste                      | 1         | 2014[b]       |
| Brasil         | Conferência Leste (Superliga Nacional) | 1         | 2016[b]       |
| Divisões       |                                        |           |               |
|                | Competição                             | Títulos   | Temporadas    |
| Brasil         | Divisão Amarela da Conferência Norte   | 1         | 2010[a]       |
| Estaduais      |                                        |           |               |
|                | Competição                             | Títulos   | Temporadas    |
| Rio de Janeiro | Campeonato Carioca                     | 1         | 2018[c]       |
| Minas Gerais   | Copa Minas                             | 1         | 2025[c]       |

Notas:
- a^  Títulos conquistado como Fluminense Imperadores.
- b^  Títulos conquistado como Flamengo FA.
- c^  Títulos conquistado como Flamengo Imperadores.